# Robert Andrzejuk
Robert Sebastian Andrzejuk (ur. 17 lipca 1975 we Wrocławiu) – polski szpadzista, srebrny medalista igrzysk olimpijskich w turnieju drużynowym, żołnierz Sił Zbrojnych Rzeczypospolitej Polskiej, trener szkolenia olimpijskiego w szpadzie mężczyzn.

## Życiorys

### Kariera sportowa
Podczas igrzysk olimpijskich w Pekinie (2008) sięgnął po srebrny medal w turnieju drużynowym (nie wystąpił w ćwierćfinale z Ukrainą oraz w półfinałowym spotkaniu z Chinami, walczył w przegranym finale z Francją). W srebrnej olimpijskiej drużynie wystąpił wraz z Adamem Wierciochem, Tomaszem Motyką i Radosławem Zawrotniakiem.
Indywidualny brązowy medalista mistrzostw świata w Kapsztadzie (1997), złoty medalista mistrzostw Europy w Zalaegerszeg w drużynie (2005), trzykrotny wicemistrz Europy (Me 2004, ME 2006, 2007) w drużynie. Brązowy medalista mistrzostw Europy indywidualnie (2004).
Wychowanek trenera Adama Medyńskiego.

## Odznaczenia
- Krzyż Kawalerski Orderu Odrodzenia Polski – 2024[5]
- Złoty Krzyż Zasługi – 2008[6].

## Życie prywatne
Jego żoną jest mistrzyni świata w szpadzie (2005) i była minister sportu (2019–2020) Danuta Dmowska-Andrzejuk. Para ma troje dzieci.